# Désiré Nolen
Désiré Nolen (21 août 1838 - 17 mars 1904, Paris) est un philosophe français et recteur de l’Académie de Besançon.

## Biographie
Il réalise ses études à Beauvais, où il est pensionnaire de l’institution Massin, puis devient élève de l’École normale supérieure.
À la sortie de l’École, il est nommé professeur de logique au lycée de Carcassonne en septembre 1861.
Il devient agrégé de philosophie en 1863, année du rétablissement de l’agrégation en philosophie.
En 1876 devient docteur ès-lettres avec une thèse sur La Critique de Kant et la métaphysique de Leibnitz, histoire et théorie de leurs rapports.
La thèse latine porte sur Quid Leibnizius Aristoteli debuerit (« Ce que Leibniz doit à Aristote »).
Désiré Nolen lit, dans la séance du 1er septembre 1877, à l’Académie des sciences morales et politiques, un Mémoire sur l’Histoire du matérialisme de Lange. Il est doyen de la faculté des lettres de Montpellier de 1878 à 1881.
En octobre 1881, il est nommé recteur de l’Académie de Douai, puis en août 1887 il est nommé recteur à Besançon, où, à la suite d’une hémiplégie, il doit prendre un long congé d’inactivité jusqu’à sa retraite à la fin de 1893.
Nolen a écrit de nombreux articles sur des auteurs allemands, notamment Leibniz, Kant, Friedrich-Albert Lange, Wilhelm Wundt, et a publié quelques traductions.